# Мехтари
Мехтари́ (тадж. Меҳтарӣ) — село в районах республиканского подчинения Республики Таджикистан. 
Входит в состав джамоата (сельской общины) Рохати района Рудаки.
Находится на расстоянии 42 км от райцентра (пгт. Сомониён) и 4 км от центра джамоата (село Теппаи-Самарканди).
Население — 2332 чел. (2017).